# Bran (Brașov)
Pour les articles homonymes, voir Bran.
Bran (en allemand : Törzburg, Türzburg, Dietrichstein; en hongrois: Törcsvár) est une commune roumaine du județ de Brașov, dans la région historique de Transylvanie. Elle est composée des cinq villages suivants :
- Bran, siège de la commune
- Poarta
- Predeluţ
- Şimon
- Sohodol (Braşov)

## Localisation
Bran est située à l'extrême sud du județ de Brașov (à 29 km de la ville de Brașov), dans le Pays de la Bârsa (région ethno-culturelle et historique), sur les rives de rivière Turcu et en contrebas du col de Rucăr-Bran. 

## Politique
| Période                                  | Période  | Identité            | Étiquette   | Qualité |
| ---------------------------------------- | -------- | ------------------- | ----------- | ------- |
| Les données manquantes sont à compléter. |          |                     |             |         |
| 2004                                     |          | Gheorghe Hermeneanu | PDL         |         |
|                                          | En cours | Dorel Rădăcină      | Indépendant |         |

## Monuments et lieux touristiques
- Église Assomption de Marie (construite au XIXe siècle), monument historique
- Château de Bran (construit au XIIIe siècle), monument historique[2]

- Musée ethnographique de Bran
- Parc naturel Bucegi
- Réserves naturelles Abruptul Bucşoiu-Mălăieşti-Gaura (aire protégée d'une superficie de 1 634 ha)[3]

## Jumelages
- Baltchik (Bulgarie) - 1994